# Muralla

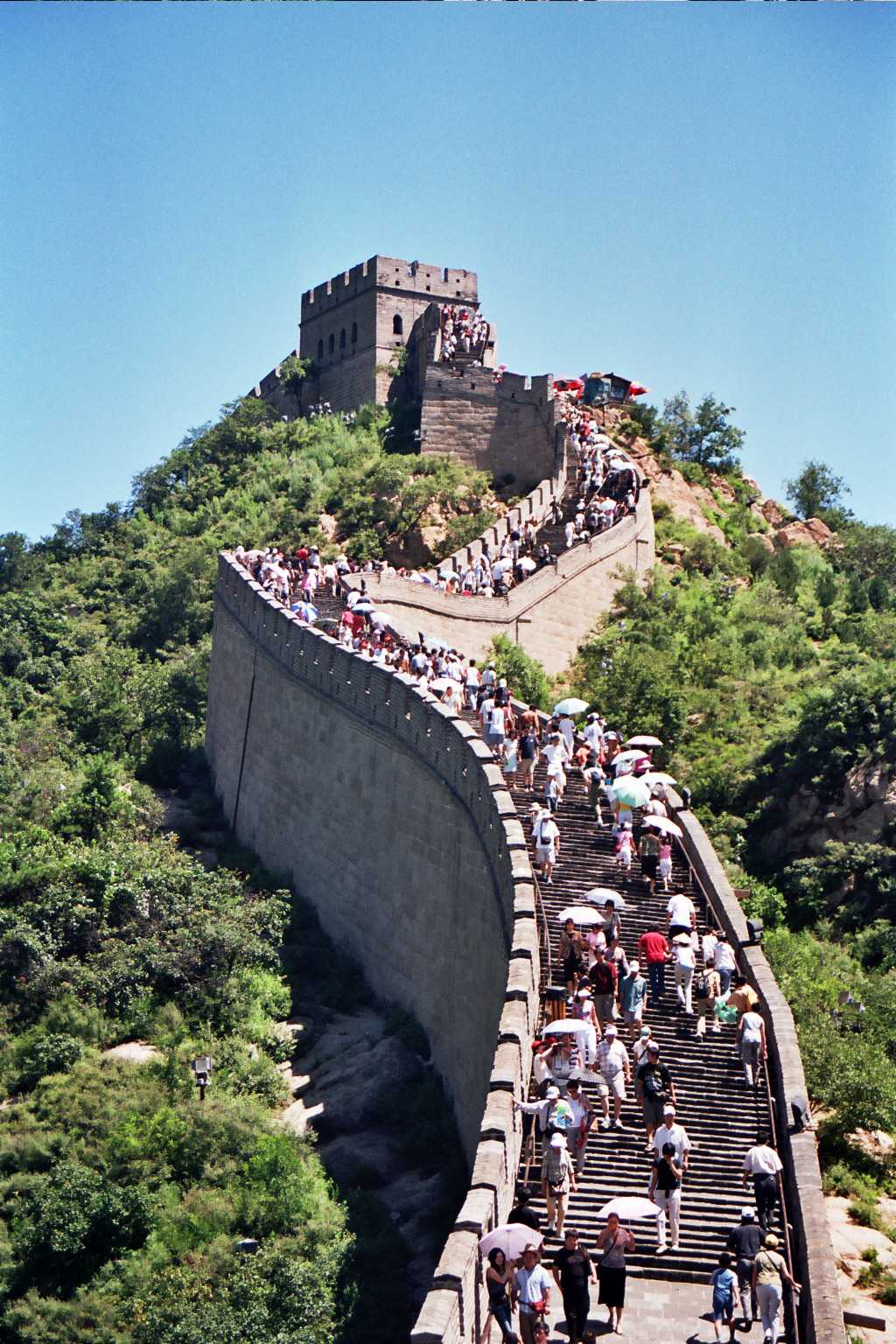
Gran Muralla china.

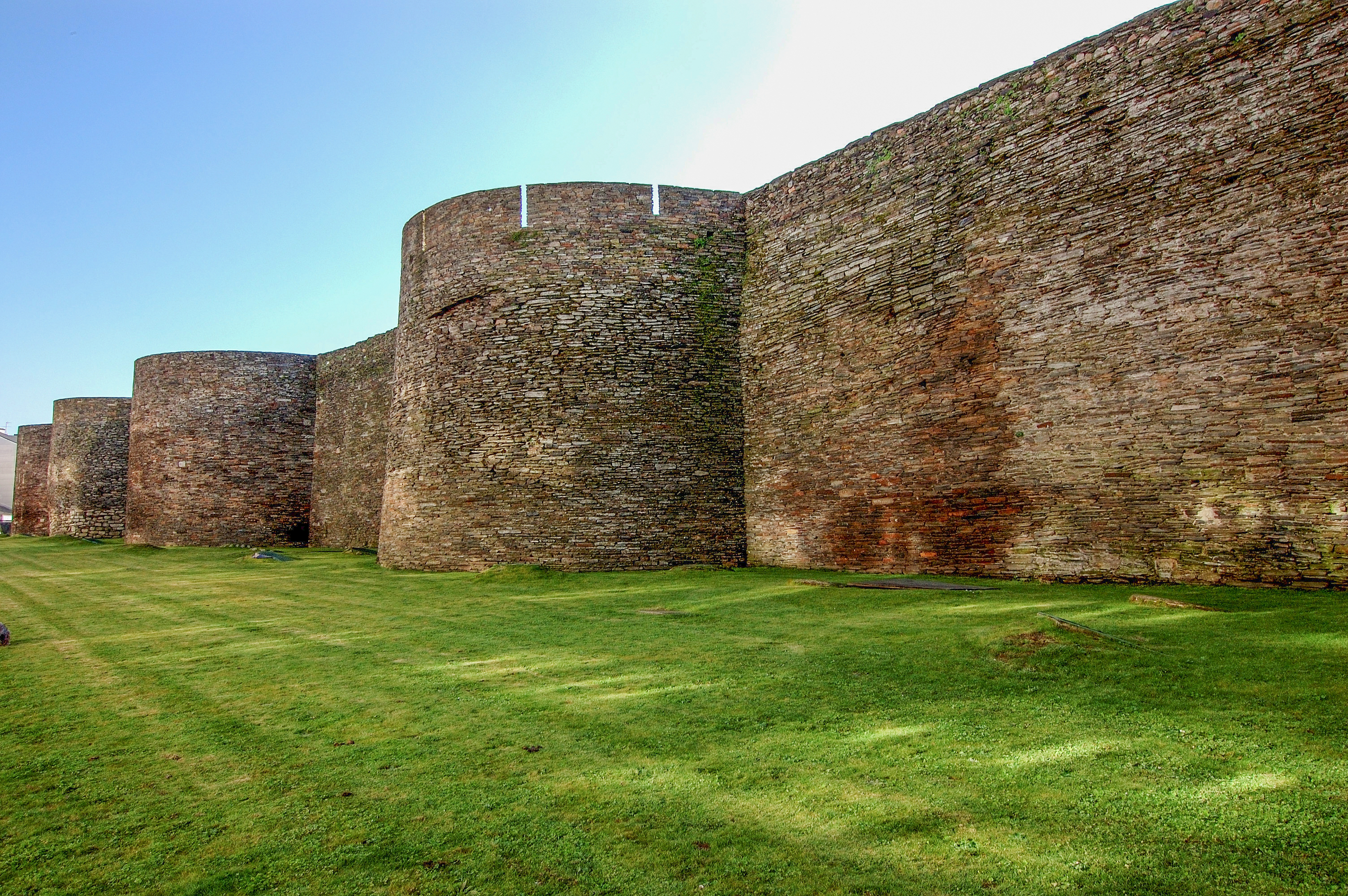
Murallas romanas de Lugo en Galicia, Patrimonio de la Humanidad.

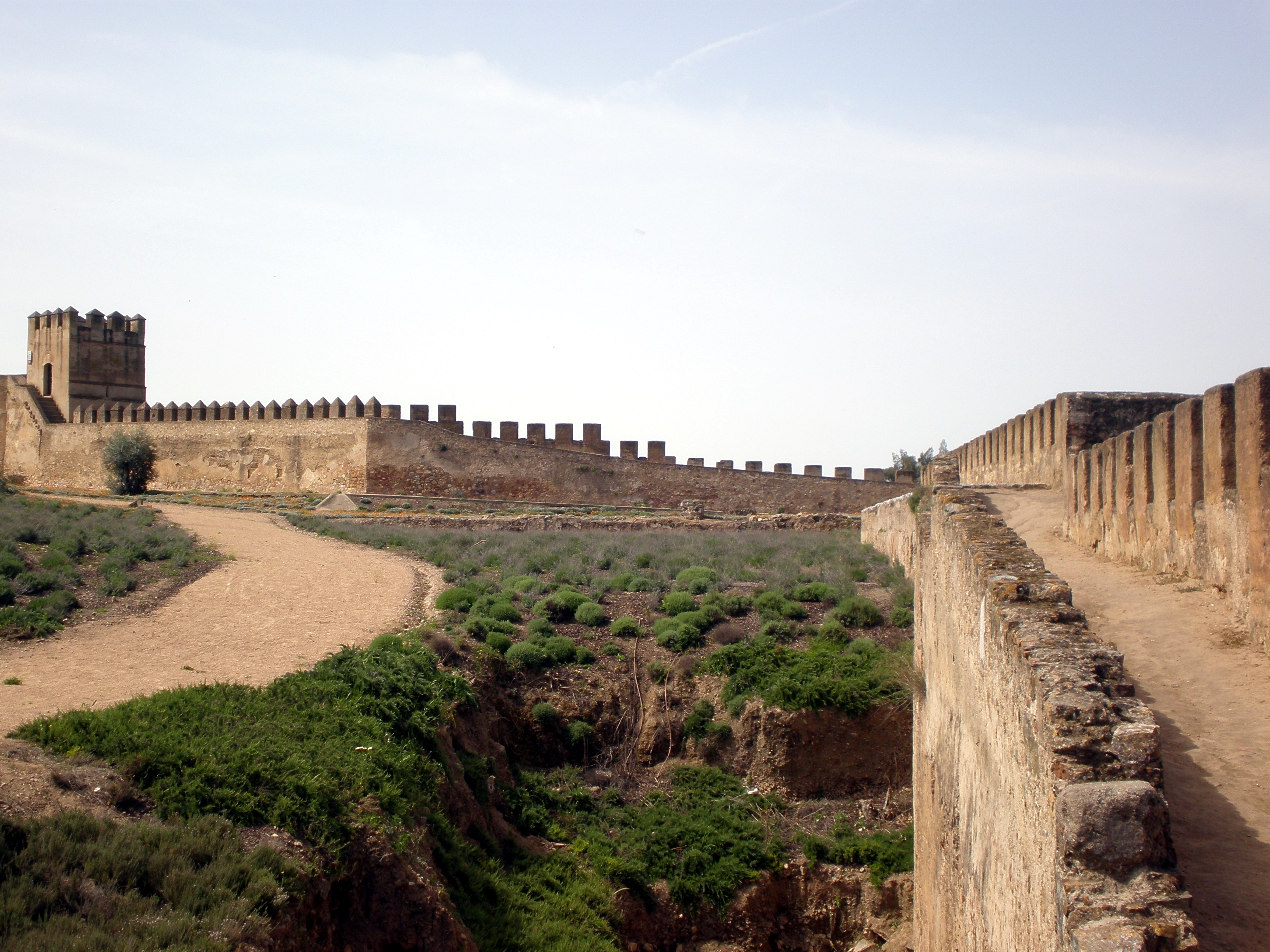
Murallas de la Alcazaba-castillo de Badajoz (España).

Se denomina muralla a un muro cerrado destinado a la protección y defensa de determinado sitio.
Desde los tiempos antiguos a los modernos se han usado para cerrar asentamientos. Generalmente las murallas se construían para proteger una ciudad o un pueblo, aunque también existen murallas que protegían regiones enteras como la Gran Muralla china o el Muro de Adriano, que delimitaban fronteras entre pueblos.
Las murallas más antiguas existentes y las más conocidas suelen ser obras de albañilería con piedra, cemento o ladrillo, aunque existen variantes hechas en madera. Dependiendo de la topografía del área a proteger, se podían incorporar otros elementos naturales, como ríos o costas a la línea de defensa, lo que las hacían más efectivas. 
Las murallas solo se pueden cruzar por las puertas y algunas veces por torres. En la Edad Media el derecho de asentarse para construir una muralla era un privilegio, llamado "derecho de almenaje" en las fortificaciones medievales. La práctica de la construcción de murallas tuvo su origen en la prehistoria y fue refinándose al crecer las ciudades en Europa.
Sería en los siglos XIX y XX cuando el crecimiento explosivo de las ciudades europeas hacen que empiecen a desaparecer para facilitar la expansión y la comunicación de la ciudad.

## Historia

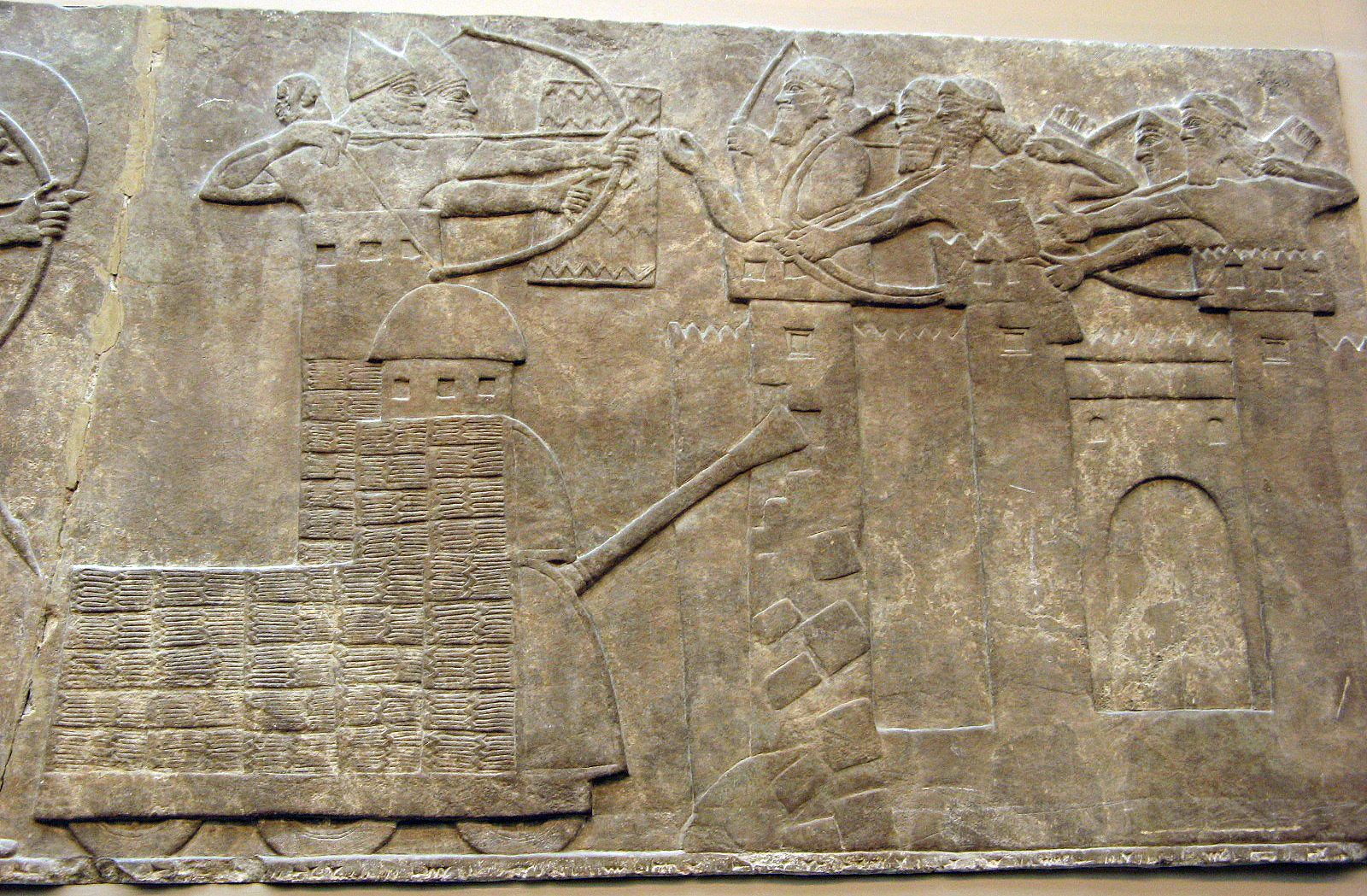
Relieve del de un ataque de Asiria a una ciudad amurallada.

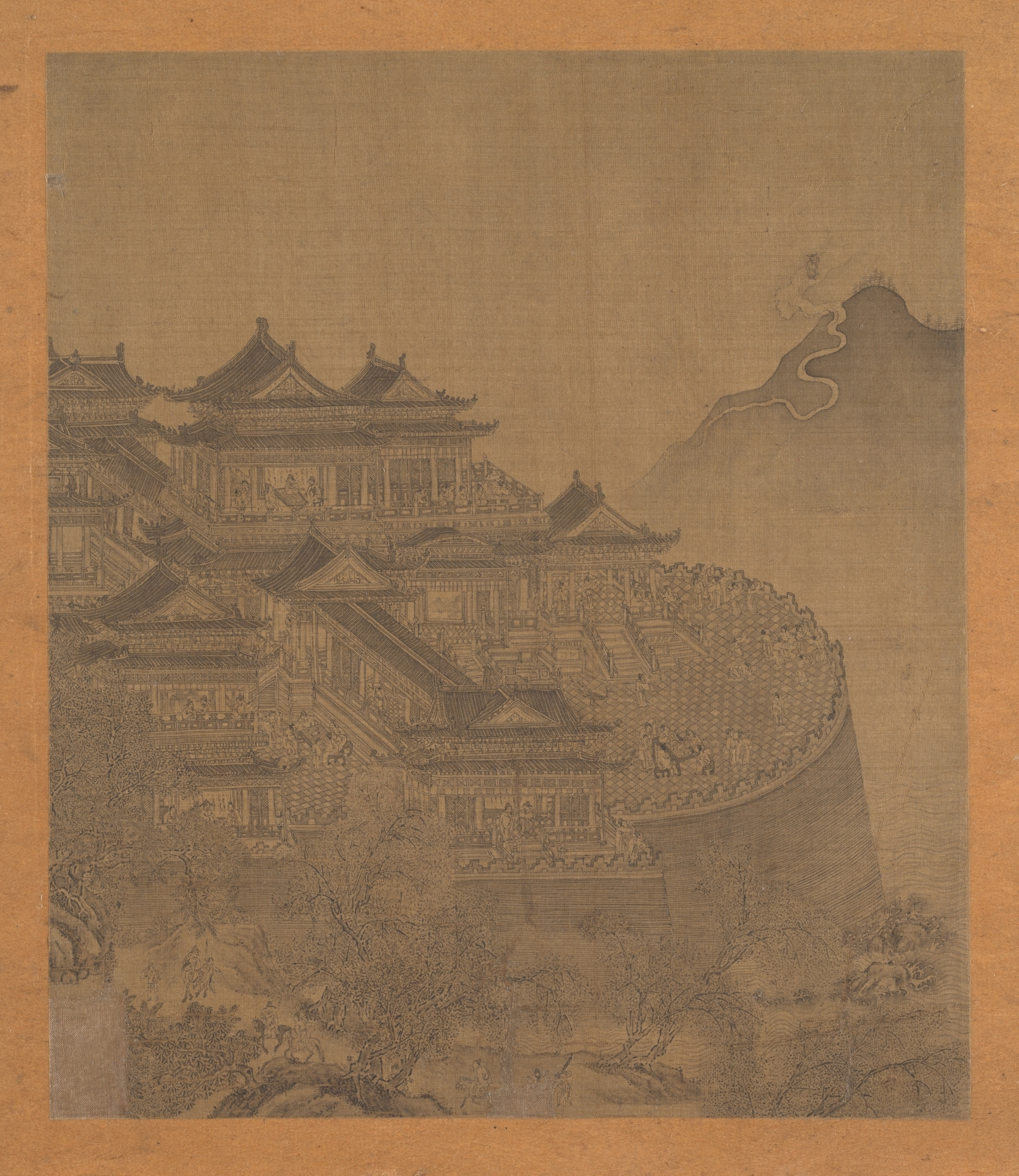
La pared lacustre de la Torre de Yueyang, dinastía Yuan.

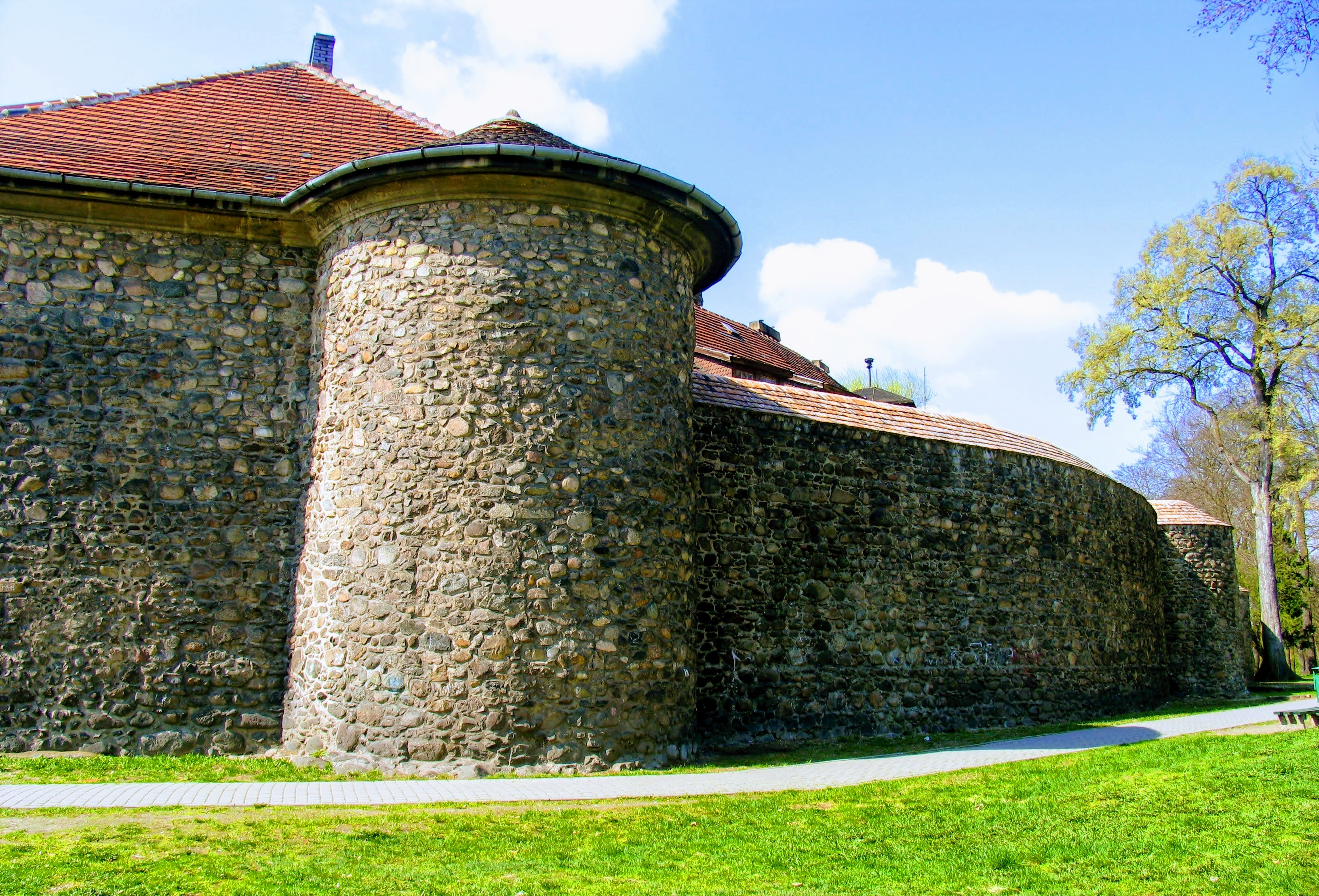
Murallas y torres defensivas medievales en Szprotawa, Polonia, hechas de piedra de campo y hierro de pantano.

### Mesopotamia
Desde los primeros tiempos de la historia hasta la época moderna, las murallas han sido casi una necesidad para todas las ciudades. Uruk en la antigua Sumeria (Mesopotamia) es una de las ciudades amuralladas más antiguas que se conocen. Antes de eso, la protociudad de Jericó en Cisjordania tenía un muro que la rodeaba ya en el octavo milenio  antes de Cristo. La muralla más antigua conocida en Europa es la de Solnitsata, construida en el VI o V milenio a. C.
Los asirios desplegaron grandes fuerzas de trabajo para construir nuevos palacios, templos y murallas defensivas.
Babilonia fue una de las ciudades más famosas del mundo antiguo, especialmente como resultado del programa de construcción de Nabucodonosor, que amplió las murallas y construyó la Puerta de Ishtar.
Los persas construyeron murallas defensivas para proteger sus territorios, en particular la Muralla de Derbent y la Gran Muralla de Gorgan construidas a ambos lados del Mar Caspio contra las naciones nómadas.

### Sur de Asia
Algunos asentamientos de la civilización del valle del Indo también estaban fortificados. Hacia el 3500  a. C., cientos de pequeñas aldeas agrícolas salpicaban la llanura aluvial del Indo. Muchos de estos asentamientos tenían fortificaciones y calles planificadas. Las casas de piedra y adobe de Kot Diji se agrupaban tras enormes diques de piedra y murallas defensivas, ya que las comunidades vecinas se disputaban constantemente el control de las mejores tierras agrícolas. Mundigak (c. 2500  AC) en el actual sureste de Afganistán tiene murallas defensivas y bastiones cuadrados de ladrillos secados al sol.

### Sudeste asiático
El concepto de ciudad totalmente amurallada no se desarrolló plenamente en el Sudeste Asiático hasta la llegada de los europeos. Sin embargo, Birmania sirve de excepción, ya que contaban con una tradición más larga de ciudades amuralladas fortificadas; las ciudades de Birmania ya tenían murallas en 1566. Además, Rangún contaba en 1755 con empalizadas hechas de troncos de teca sobre un talud de tierra. La ciudad estaba fortificada con seis puertas, cada una de ellas flanqueada por torres de ladrillo macizo.
En otras zonas del sudeste asiático, las murallas se extendieron en los siglos XVI y XVII junto con el rápido crecimiento de las ciudades en este periodo, como necesidad de defenderse de los ataques navales europeos. Ayutthaya construyó sus murallas en 1550 y Banten, Jepara, Tuban y Surabaya ya tenían las suyas en 1600; mientras que Makassar las tenía en 1634. Una muralla marítima era la principal defensa de Gelgel. Las ciudades que carecían de murallas tenían como mínimo una ciudadela fortificada. Este recinto amurallado de madera albergaba la ciudadela real o complejos aristocráticos como en Surakarta y Aceh.

### China
Las grandes murallas de tierra apisonada se construyeron en China antigua desde la dinastía Shang (c. 1600-1050  a. C.), ya que la capital de la antigua Ao tenía enormes murallas construidas de este modo (véase asedio para más información). Aunque en China se construyeron murallas de piedra durante los Reinos Combatientes (481-221  a. C.), la conversión masiva a la arquitectura de piedra no comenzó en serio hasta la dinastía Tang (618-907  d. C.). Secciones de la Gran Muralla habían sido construidas antes de la Dinastía Qin (221-207  AC) y posteriormente conectadas y fortificadas durante la dinastía Qin, aunque su forma actual fue principalmente una proeza de ingeniería y remodelación de la Dinastía Ming (1368-1644  DC). Sirvan como ejemplo las grandes murallas de Pingyao. Asimismo, las murallas de la Ciudad Prohibida en Pekín fueron establecidas a principios del siglo XV por el Emperador Yongle. Según Tonio Andrade, el inmenso grosor de las murallas chinas impidió que se desarrollaran cañones más grandes, ya que incluso la artillería de la era industrial tenía problemas para atravesar las murallas chinas.

### Europa
En la antigua Grecia, se habían construido grandes murallas de piedra en la Grecia micénica, como el antiguo emplazamiento de Micenas (famoso por los enormes bloques de piedra de sus murallas 'ciclópeas'). En la Grecia clásica, la ciudad de Atenas construyó un largo conjunto de murallas de piedra paralelas llamadas las Murallas Largas que llegaban hasta su puerto marítimo vigilado del Pireo. Las excepciones fueron escasas, pero ni la antigua Esparta ni la antigua Roma tuvieron murallas durante mucho tiempo, optando en su lugar por confiar en sus ejércitos para la defensa. Inicialmente, estas fortificaciones eran simples construcciones de madera y tierra, que más tarde fueron sustituidas por construcciones mixtas de piedras apiladas unas sobre otras sin mortero.
La Romana fortificó sus ciudades con enormes muros de piedra unidos con mortero. Entre ellas se encuentran las murallas aurelianas de Roma y las murallas teodosianas de Constantinopla, junto con restos parciales en otros lugares. Se trata sobre todo de puertas de ciudades, como la Porta Nigra en Tréveris o el Newport Arch en Lincoln.
En Europa Central, los celtas construyeron grandes asentamientos fortificados que los romanos llamaron oppida, cuyas murallas parecen parcialmente influidas por las construidas en el Mediterráneo. Las fortificaciones fueron ampliadas y mejoradas continuamente.
Aparte de éstas, a principios de la Edad Media también se crearon algunas ciudades construidas alrededor de castillos. Estas ciudades rara vez estaban protegidas por simples murallas de piedra, sino más bien por una combinación de murallas y zanjas. A partir del siglo XII d. C. se fundaron cientos de asentamientos de todos los tamaños por toda Europa, que muy a menudo obtuvieron el derecho de fortificación poco después. Varias murallas medievales han sobrevivido en la Edad Moderna, como las ciudades amuralladas de Austria, murallas de Tallin, o las murallas de York y Canterbury en Inglaterra, así como Nordlingen, Dinkelsbühl y Rothenburg ob der Tauber en Alemania. En España, Ávila y Tosa de Mar albergan murallas medievales supervivientes, mientras que Lugo posee una muralla romana intacta.
La fundación de centros urbanos fue un importante medio de expansión territorial y muchas ciudades, especialmente en Europa central y oriental, se fundaron con este fin durante el periodo de Asentamiento oriental. Estas ciudades son fáciles de reconocer por su trazado regular y sus grandes espacios de mercado. Las fortificaciones de estos asentamientos se mejoraban continuamente para reflejar el nivel actual de desarrollo militar.

### Época de la pólvora

#### Murallas de ciudades chinas

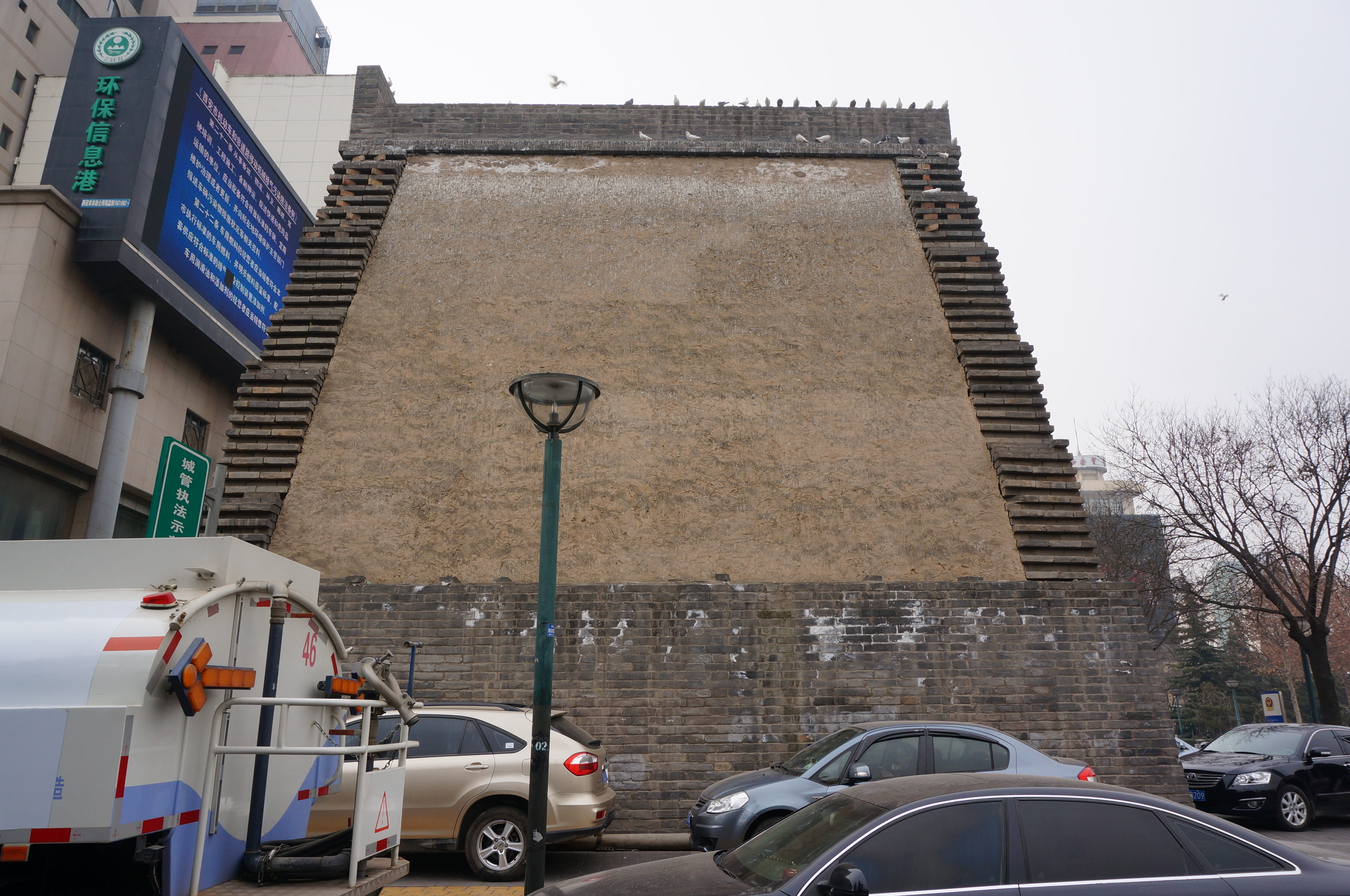
Restos de una muralla defensiva de la Mansión del Príncipe Qin, una ciudadela dentro de Xi'an.

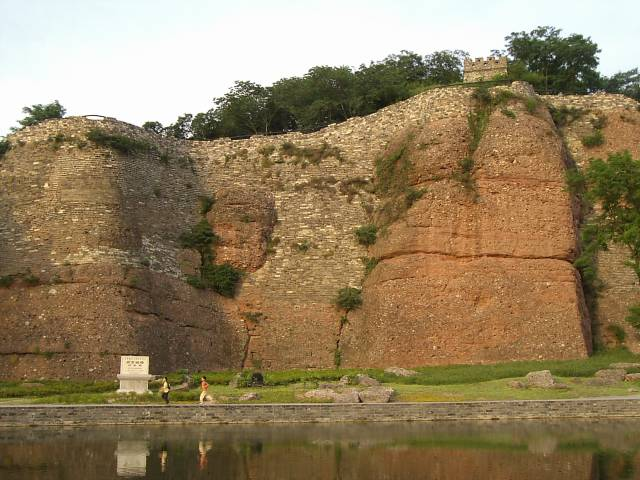
La Ciudad de Piedra es una muralla en Nankín que data de las Seis Dinastías (220～589). Casi toda la ciudad original ha desaparecido, pero quedan partes de la muralla. No debe confundirse con la Muralla de la ciudad de Nankín.

Aunque la pólvora y los cañones se inventaron en China, este país nunca desarrolló la artillería para romper murallas en la misma medida que otras partes del mundo. Parte de la razón se debe probablemente a que las murallas chinas ya eran muy resistentes a la artillería y desaconsejaban aumentar el tamaño de los cañones. A mediados del siglo XX, un experto europeo en fortificación comentó su inmensidad: "en China... las principales ciudades están rodeadas hasta el día de hoy por murallas tan sustanciales, altas y formidables que las fortificaciones medievales de Europa son insignificantes en comparación". Las murallas chinas eran gruesas. La muralla oriental de la Antigua Linzi, establecida en 859 a. C., tenía un grosor máximo de 43 metros y un grosor medio de 20-30 metros. Las murallas de las prefecturas y capitales provinciales Ming tenían un grosor de 10 a 20 metros (10,9 a 21,9 yd) en la base y de 5 a 10 metros (5,5 a 10,9 yd) en la parte superior.
En Europa, el apogeo de la construcción de murallas se alcanzó bajo el Imperio Romano, cuyas murallas alcanzaban a menudo 10 metros (10,9 yd) de altura, la misma que muchas murallas de ciudades chinas, pero sólo tenían 1,5 a 2,5 metros (1,6 a 2,7 yd) de grosor. Las murallas servianas de Roma tenían un grosor de 3,6 y 4 metros (3,9 y 4,4 yd) y una altura de 6 a 10 metros (6,6 a 10,9 yd). Otras fortificaciones también alcanzaban estas especificaciones a lo largo del imperio, pero todas ellas palidecían en comparación con las murallas chinas contemporáneas, que podían alcanzar un grosor de 20 metros (21,9 yd) en la base en casos extremos. Incluso las murallas de Constantinopla, que han sido descritas como "el sistema de defensa más famoso y complicado del mundo civilizado", no podían compararse con una Gran Muralla china. Si se hubieran combinado las murallas exterior e interior de Constantinopla, sólo habrían alcanzado aproximadamente un poco más de un tercio de la anchura de una Gran Muralla china. Según Filón, la anchura de una muralla debía ser de 4,5 metros (4,9 yd) de grosor para poder resistir las antiguas máquinas de asedio (sin pólvora). Las murallas europeas de los años 1200 y 1300 podían alcanzar los equivalentes romanos, pero rara vez los superaban en longitud, anchura y altura, manteniéndose en torno a los 2 metros (2,2 yd) de grosor. Es conveniente señalar que cuando se habla de una muralla muy gruesa en la Europa medieval, lo que se suele querer decir es una muralla de 2,5 metros (2,7 yd) de anchura, que se habría considerado delgada en un contexto chino. Hay algunas excepciones, como el Castro de Otzenhausen, un castro celta con un grosor de 40 metros (43,7 yd) en algunas partes, pero las prácticas de construcción de castros celtas se extinguieron a principios del periodo medieval. Andrade señala también que los muros del mercado de Chang'an eran más gruesos que los de las principales capitales europeas.
Aparte de su inmenso tamaño, las murallas chinas también eran estructuralmente diferentes de las construidas en la Europa medieval. Mientras que las murallas europeas estaban construidas principalmente con piedra intercalada con grava o relleno de escombros y unidas con mortero de piedra caliza, las murallas chinas tenían núcleos de tierra apisonada que absorbían la energía de los disparos de artillería. Las murallas se construían con armazones de madera que se rellenaban con capas de tierra apisonada hasta que quedaban muy compactas. A partir de la dinastía Song, estos muros se mejoraron con una capa exterior de ladrillos o piedra para evitar la corrosión, y durante la Ming, los terraplenes se intercalaron con piedra y escombros. Además, la mayoría de las murallas chinas estaban inclinadas en lugar de verticales para desviar mejor la energía de los proyectiles.
La respuesta defensiva a los cañones en Europa fue construir muros relativamente bajos y gruesos de tierra compactada, que podían tanto resistir la fuerza de las balas de cañón como soportar sus propios cañones defensivos. La práctica china de construir murallas era, por casualidad, extremadamente resistente a todo tipo de golpes. Esto se mantuvo hasta el siglo XX, cuando incluso los proyectiles explosivos modernos tenían algunas dificultades para atravesar los muros de tierra apisonada. Peter Lorge
La teoría de la muralla china se basa esencialmente en una hipótesis de coste-beneficio, según la cual los Ming reconocían la gran resistencia de sus murallas a los daños estructurales, y no podían imaginar ningún desarrollo asequible de las armas de que disponían en aquel momento que fuera capaz de atravesar dichas murallas. Incluso en la década de 1490, un diplomático florentino consideraba ridícula la afirmación francesa de que "su artillería es capaz de abrir una brecha en una muralla de ocho pies de grosor" y que los franceses eran "fanfarrones por naturaleza". De hecho, los proyectiles explosivos del siglo XX tenían algunas dificultades para abrir una brecha en los muros de tierra apisonada.
Nos abrimos paso hasta Nankín y participamos en el ataque a la capital enemiga en diciembre. Fue nuestra unidad la que asaltó la puerta Chunghua. Atacamos continuamente durante una semana, golpeando los muros de ladrillo y tierra con artillería, pero nunca se derrumbaron. La noche del 11 de diciembre, los hombres de mi unidad abrieron una brecha en el muro. Amaneció con la mayor parte de nuestra unidad todavía detrás, pero habíamos traspasado el muro. Detrás de la puerta había montones de sacos de arena. Los retiramos, quitamos el candado y abrimos las puertas con un gran crujido. Lo habíamos conseguido. Habíamos abierto la fortaleza. Todos los enemigos huyeron, así que no recibimos ningún disparo. Los habitantes también se habían ido. Cuando pasamos más allá del muro de la fortaleza pensamos que nosotros habíamos ocupado la ciudad. Nohara Teishin, sobre la toma japonesa de Nankín en 1937

#### Bastiones y fuertes estelares

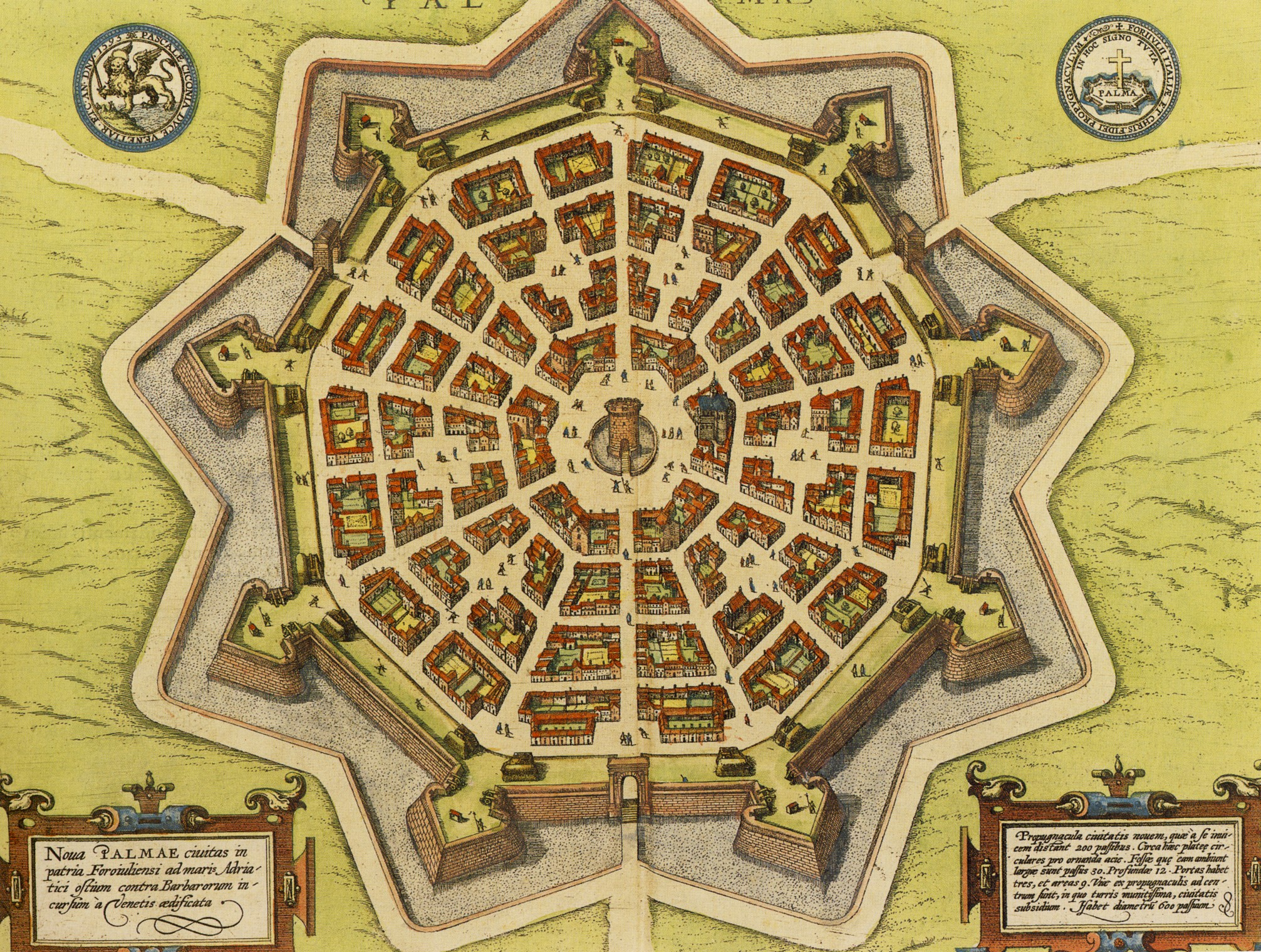
Plano del siglo XVII de la ciudad de Palmanova, Italia, un ejemplo de fuerte en estrella de la Veneciana.

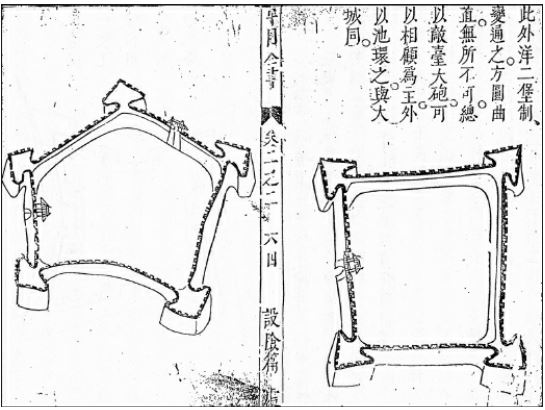
Fuerte bastión angular chino, 1638.

Como respuesta a la artillería de pólvora, las fortificaciones europeas empezaron a mostrar principios arquitectónicos como muros más bajos y gruesos a mediados del siglo XIV. Se construyeron torres de cañones con salas de artillería donde los cañones podían descargar fuego desde rendijas en los muros. Sin embargo, esto resultó problemático, ya que la lentitud del fuego, las conmociones reverberantes y los humos nocivos producidos entorpecían enormemente a los defensores. Las torres de artillería también limitaban el tamaño y el número de emplazamientos de los cañones, ya que las habitaciones sólo podían construirse hasta cierto punto. Entre las torres de artillería que se conservan destacan una estructura defensiva de siete capas construida en 1480 en Fougères, en Bretaña, y una torre de cuatro capas construida en 1479 en Querfurth, en Sajonia.
El fuerte de estrella, también conocido como fuerte bastión, trace italienne, o fortaleza renacentista, fue un estilo de fortificación que se popularizó en Europa durante el siglo XVI. El bastión y la fortaleza en estrella se desarrollaron en Italia, donde el ingeniero florentino Giuliano da Sangallo (1445-1516) compiló un plan defensivo completo utilizando el bastión geométrico y la traza italiana completa que se generalizó en Europa.
Las principales características distintivas del fuerte estrella eran sus bastiones angulares, cada uno colocado para apoyar a su vecino con fuego cruzado letal, cubriendo todos los ángulos, lo que los hacía extremadamente difíciles de abordar y atacar. Los bastiones angulares constaban de dos caras y dos flancos. Las posiciones de artillería situadas en los flancos podían disparar en paralelo a la línea de fuego del bastión opuesto, proporcionando así dos líneas de fuego de cobertura contra un asalto armado a la muralla e impidiendo que las partidas mineras encontraran refugio. Mientras tanto, la artillería situada en la plataforma del bastión podía disparar frontalmente desde las dos caras, proporcionando también fuego solapado con el bastión opuesto. El fuego defensivo de apoyo mutuo solapado era la mayor ventaja de la que disfrutaba el fuerte estrella. Como resultado, los asedios duraban más y se hacían más difíciles. En la década de 1530, la fortaleza bastión se había convertido en la estructura defensiva dominante en Italia.
Fuera de Europa, el fuerte en estrella se convirtió en un "motor de la expansión europea" y actuó como multiplicador de fuerzas para que las pequeñas guarniciones europeas pudieran resistir a fuerzas numéricamente superiores. Allí donde se erigían fuertes en estrella, los nativos experimentaban grandes dificultades para desarraigar a los invasores europeos.
En China, Sun Yuanhua abogó en su Xifashenji por la construcción de fuertes con bastiones en ángulo para que sus cañones pudieran apoyarse mejor entre sí. Los oficiales Han Yun y Han Lin observaron que los cañones de los fuertes cuadrados no podían apoyarse mutuamente tan bien como los de los fuertes bastionados. Sus esfuerzos por construir fuertes bastionados, y sus resultados, fueron limitados. Ma Weicheng construyó dos bastiones en su condado natal, que le ayudaron a rechazar una incursión de la dinastía Qing en 1638. En 1641 ya había diez bastiones en el condado. Antes de que los bastiones pudieran extenderse más, la dinastía Ming cayó en 1644, y fueron olvidados en gran medida, ya que la dinastía Qing estaba a la ofensiva la mayor parte del tiempo y no tenía ningún uso para ellos.

### Decadencia

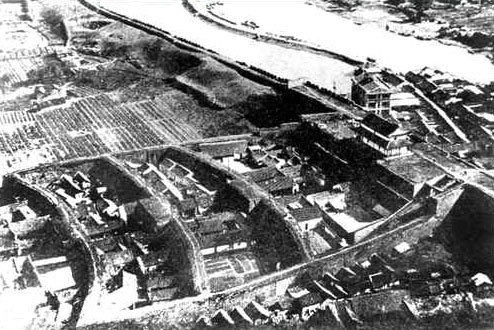
Múltiples barbacanas de la Puerta Tongji, Nankín.

Con el crecimiento de las ciudades y el consiguiente cambio de estrategia defensiva, que se centró más en la defensa de los fuertes alrededor de las ciudades, muchas murallas fueron demolidas. Además, la invención de la pólvora redujo la eficacia de las murallas, ya que los cañones de asedio podían utilizarse para atravesarlas, lo que permitía a los ejércitos atravesarlas. En la actualidad, la presencia de antiguas fortificaciones urbanas sólo puede deducirse de la presencia de fosos, carreteras de circunvalación o parques.
Además, algunos nombres de calles aluden a la presencia de fortificaciones en el pasado, por ejemplo cuando aparecen palabras como "muralla" o "glacis".
En el siglo XIX, se puso menos énfasis en conservar las fortificaciones por su valor histórico o arquitectónico – , por un lado, se restauraron fortificaciones completas (Carcasona), por otro, se demolieron muchas estructuras en un esfuerzo por modernizar las ciudades. Una excepción a esto es la ley de "conservación de monumentos" del rey bávaro Luis I de Baviera, que llevó a la conservación casi completa de muchos monumentos como Rothenburg ob der Tauber, Nördlingen y Dinkelsbühl. Las innumerables pequeñas ciudades fortificadas de la región de Franconia también se conservaron como consecuencia de este edicto.

### Época moderna
En la Edad Moderna se siguieron construyendo murallas y fortificaciones. Sin embargo, no tenían el propósito original de ser una estructura capaz de resistir un asedio o bombardeo prolongado. Algunos ejemplos modernos de murallas defensivas son:
- La muralla de Berlín desde la década de 1730 hasta la de 1860 fue parcialmente de madera. Su finalidad principal era permitir a la ciudad imponer peajes a las mercancías y, secundariamente, también servía para evitar la deserción de soldados de la guarnición de Berlín.
- El Muro de Berlín (1961 a 1989) no sirvió exclusivamente para proteger un asentamiento cerrado. Uno de sus propósitos era impedir el paso de la frontera berlinesa entre la República Democrática Alemana y el Alemania Occidental exclave de Berlín occidental.
- El Muro de Nicosia a lo largo de la Línea Verde divide el norte y el sur de Chipre.
- En el siglo XX y posteriormente, muchos asentamientos judíos enclavados en territorio ocupado por Israel en Cisjordania estaban y están rodeados de muros fortificados.
- Muro fronterizo Estados Unidos-México, muro impulsado por el presidente estadounidense Donald Trump para la frontera México-Estados Unidos con el fin de evitar la inmigración ilegal, el contrabando de drogas, el tráfico de personas y la entrada de posibles terroristas[24]
- Belfast, Irlanda del Norte por las "líneas de paz".
- Comunidades cerradas son barrios residenciales modernos donde el acceso está controlado, a menudo prohibiendo el paso a viajeros o no residentes mediante un muro y guardias.

Además, en algunos países, las distintas embajadas pueden agruparse en un único "distrito de embajadas", delimitado por un complejo fortificado con muros y torres – esto suele ocurrir en regiones donde las embajadas corren un alto riesgo de ser blanco de atentados. Un ejemplo temprano de este tipo de recinto fue el Barrio de la Legación en Pekín a finales del siglo XIX y principios del XX.
La mayoría de estas murallas modernas son de acero y hormigón. Las placas verticales de hormigón se unen para dejar el menor espacio posible entre ellas, y se arraigan firmemente en el suelo. La parte superior del muro suele sobresalir y estar rodeada de alambre de espino para dificultar su escalada. Estas murallas suelen estar construidas en línea recta y cubiertas por torres de vigilancia en las esquinas. Los muros dobles con una "zona de fuego" intersticial, como tenía el antiguo Muro de Berlín, son ahora poco frecuentes.
En septiembre de 2014, Ucrania anunció la construcción de la "Muralla Europea" junto a su frontera con Rusia para poder solicitar con éxito la exención de visados con la Unión Europea.
|                                      |
| Una vista del Muro de Berlín en 1986 |

|                                                  |
| Una "línea de paz" en Belfast, Irlanda del Norte |

|                                                                               |
| El muro fortificado de una comisaría de policía en Belfast, Irlanda del Norte |

## Muralla de pólvora
Debido al descubrimiento de la pólvora en el siglo XIII, y su utilización por los turcos en 1453 para conquistar Constantinopla, en el siglo XV comienza a hacerse un nuevo tipo de muralla.
La primera estrategia contra la pólvora fue quebrar la muralla, luego proteger las esquinas y, por último, aumentar la distancia de las murallas.
Esta muralla, a diferencia de la medieval, era baja para no ser vista, y muy ancha (hasta 500 metros) para alejar al máximo los cañones. Es decir, mientras que la medieval tenía varias funciones, la muralla de pólvora tenía una función específicamente militar defensiva.
Pero mientras que la muralla medieval favorecía el comercio en las puertas de muralla y mantenía una buena comunicación con los arrabales, la muralla de pólvora aislaba completamente la ciudad.

## Murallas en la actualidad
Después de que Marco Polo trajera la pólvora de China, perdieron prácticamente su utilidad. Además, como solían rodear a una población, suponían un problema para el crecimiento y las comunicaciones interiores. Esto llevó a que muchas murallas se derribaran o se usaran como paredes para otras construcciones.
Sin embargo, el florecimiento del turismo ha provocado, recientemente, que las murallas que muchas ciudades han conservado sean una atracción turística.

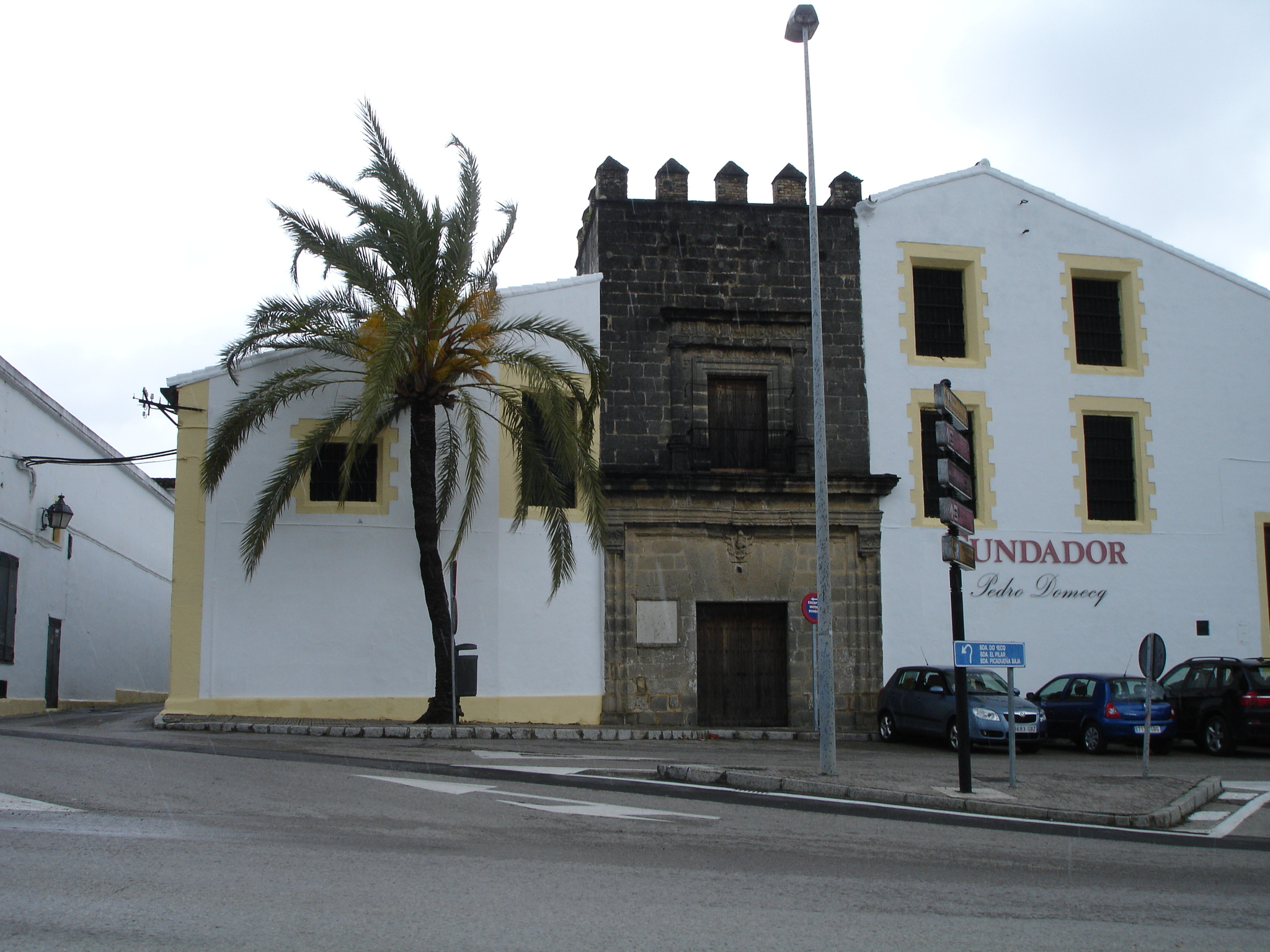
Torre de la muralla de Jerez anexada a una bodega.
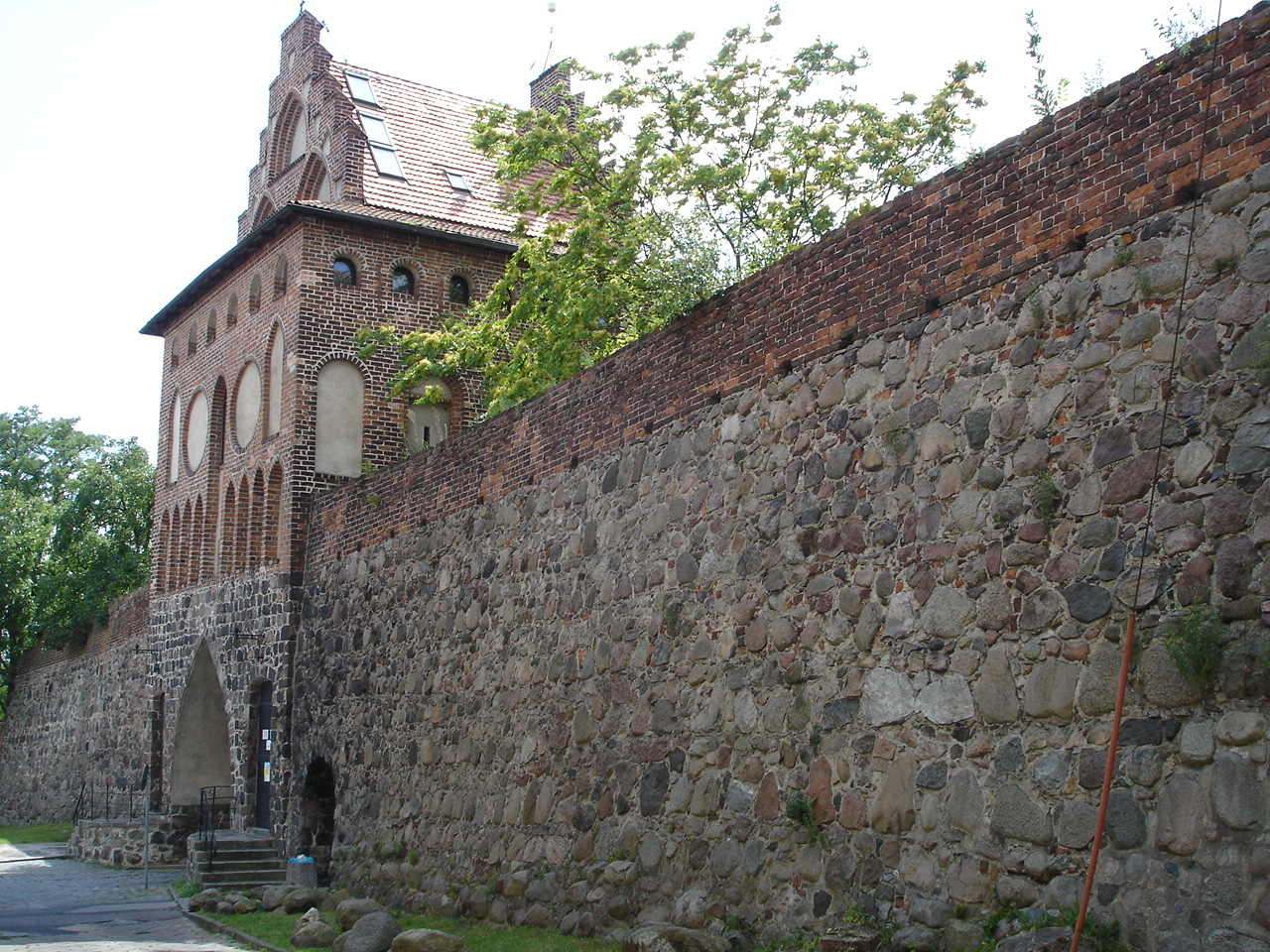
Muralla defensiva en Stargard Szczeciński, Polonia.
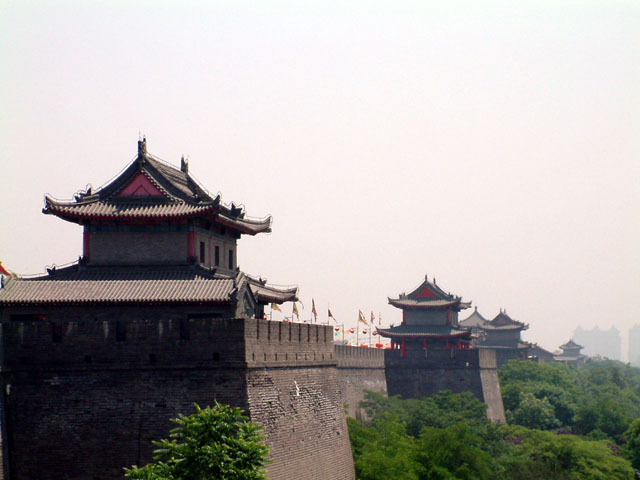
Murallas de Xi'an, China.
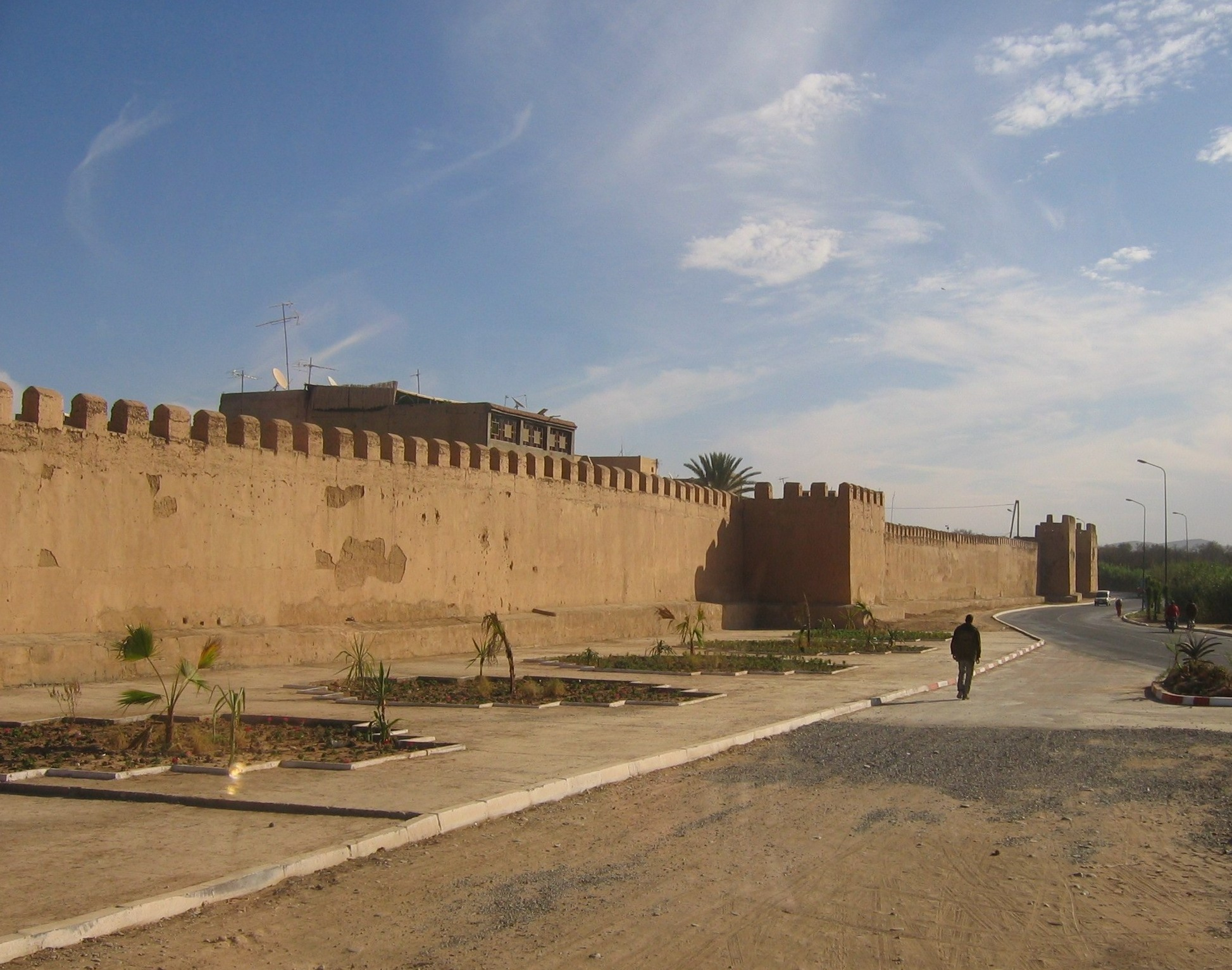
Muralla defensiva en Tarudant, Marruecos.
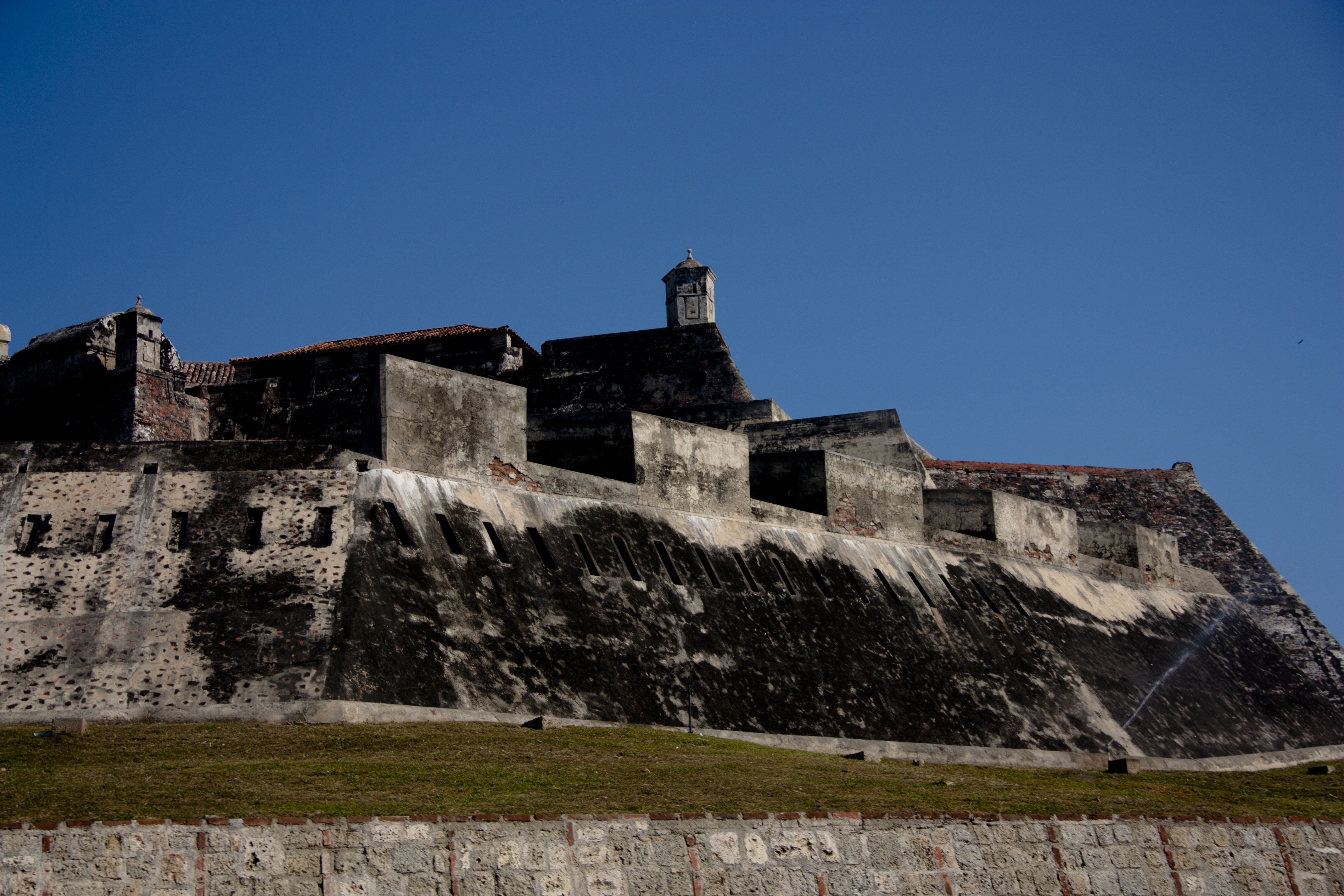
Muralla defensiva en Cartagena, Colombia.
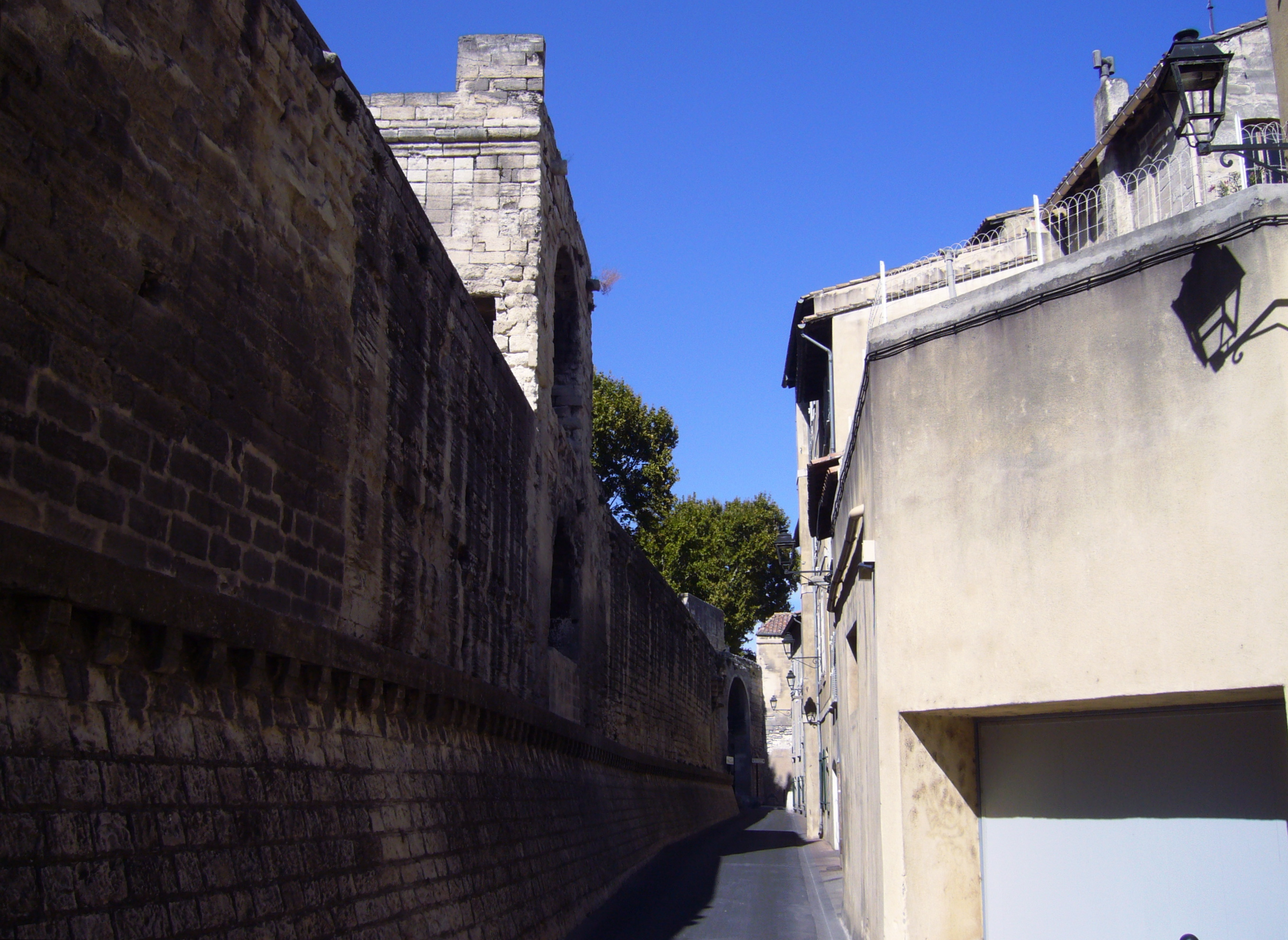
Murallas medievales de Aviñón.